# تمحررت (القباب)
تمحررت هي إحدى مشيخات المملكة المغربية، تتبع جغرافيا لإقليم خنيفرة وإداريًا لالقباب. يقدر عدد سكانها بـ 1548 نسمة حسب الإحصاء الرسمي للسكان والسكنى لسنة 2004.